# Obština Kovačevci
Obština Kovačevci (bulharsky Община Ковачевци) je bulharská jednotka územní samosprávy v Pernické oblasti. Leží v západním Bulharsku, v údolích řeky Struma a jejích přítoků a v okolních pohořích. Správním střediskem je ves Kovačevci, kromě ní zahrnuje obština 9 vesnic. Žije zde zhruba tisíc stálých obyvatel.

## Sídla
- Čepino
- Egălnica[p 1]
- Kalište[p 1]
- Kosača
- Kovačevci (sídlo správy)
- Loboš[p 1]
- Rakilovci
- Sirištnik[p 1]
- Slatino
- Svetlja

## Sousední obštiny
| Růžice kompasu |       | Breznik           | Pernik | Růžice kompasu |
| Růžice kompasu | Zemen | Sever             |        | Růžice kompasu |
| Růžice kompasu | Zemen | Obština Kovačevci |        | Růžice kompasu |
| Růžice kompasu | Zemen | Jih               |        | Růžice kompasu |
| Růžice kompasu |       | Radomir           |        | Růžice kompasu |

## Obyvatelstvo
V obštině žije 1 049 stálých obyvatel a včetně přechodně hlášených obyvatel 1 246. Podle sčítáni 1. února 2011 bylo národnostní složení následující:
- Bulhaři: 1 569 (99.7 %)
- ostatní: 4 (0.3 %)